# バッティパーリア
バッティパーリア（伊: Battipaglia）は、イタリア共和国カンパニア州サレルノ県にある、人口約51,000人の基礎自治体（コムーネ）。

## 地理

### 位置・広がり

#### 隣接コムーネ
隣接するコムーネは以下の通り。
- ベッリッツィ
- エーボリ
- モンテコルヴィーノ・ロヴェッラ
- オレーヴァノ・スル・トゥシャーノ
- ポンテカニャーノ・ファイアーノ